# دبورا ویلسون
دبورا ویلسون (انگلیسی: Deborah Wilson; ۵ نوامبر ۱۹۵۵ – ) غواص شیرجه‌زن اهل ایالات متحده آمریکا بود.
وی در مسابقات کشوری و بین‌المللی در مجموع برندهٔ ۱ مدال برنز شده‌است.